# Јоксим Новић-Оточанин
Јоксим Новић-Оточанин (Залужница, 15. март 1806 — Нови Сад, 18. јануар 1868) био је правник и српски романтичарски писац.

## Живот
Рођен је у официрској породици, на Благовести [1807. у Лици, у Оточкој жупанији у Врховинама. Отац Илија као граничарски официр због јунаштва показаног у борби против Француза, постаје потпуковник и добија племство. Надимак Оточанин је узео по граду Оточцу, који се налази близу његовог родног места. Када је 1847. штампао прво своје дело: Лазарица или Бој на Косову, између Срба и Турака на Видов дан 1389. године, потписао се са: Јоксим Илијић плем. Новић. Племићку повељу су Јоксимов отац Илија и стриц Јефта, граничарски официри, добили од цара Фрање I за ратне заслуге и тридесетогодишњу верну службу.
Породица се неколико година касније преселила у Срем.
Гимназију је Јоксим учио у Сремским Карловцима, филозофију на универзитетима у Јени, Гетингену и Халеу. Да би мађарска права учио у Шарошпатаку, а немачка права завршио у Бечу (1824). Док се образовао у Халео дружио се са чувеним Словаком, Јаном Коларом. У Бечу је млади јурист становао код Словенца, Јернеја Копитара, преко којег долази до Вука Караџића. По завршетку студија права у Бечу вратио се кући у Срем, живећи код оца у Вуковару. Немирна крв и младићки полет су га убрзо одвели у Босну (1837), и прошле су године а да се о њему ништа није знало. Током бурне младости стизао је свуда, обишао је све земље где су Срби живели. Био је у гарди кнеза Милоша у Србији, хајдуковао је у босанским и херцеговачким планинама, живео међу Арнаутима. Током боравка у Босни изучавао је народне обичаје и умотворине. Упознао се добро са босанским породицама Видајићима, Мамутбеговићима и другим који су га примали у своје иначе затворене домове. Лично се знао и провео време са славним хајдучким харамбашама — Пецијом, Косићем, Јејићем. При повратку кући био је ухапшен на аустријско-турској граници. Суд у Вуковару га је осудио на две године затвора. Након ослобођења наставио је да живи у Вуковару, где се и оженио.
Пред мађарском буном 1845—1847. ради као адвокат у Вуковару, а ту ће бити и 1860. Године 1848. одлази на Мајску скупштину, а потом учествује у борбама против Мађара, и покушава да дигне устанак у Босни. Био је командант српског одељења које је оружјем спречавало продор Мађара у Срем. Јавља се и као командант на Думбову, код Черевића, где се истакао јер је онемогућио мађарском ратном броду да прође Дунавом и донесе помоћ Вараждину. По завршетку мађарске буне имао је због финансијске проневере проблема са државом. Две године је провео у затвору у бечком Шенбруну, док га није цар помиловао. За Новића се заузео и патријарх Јосиф Рајачић. После помиловања Рајачић је одредио Новића да буде његов изасланик код цара, а у том својству је Новић у царевој пратњи обишао и Праг. Након тога, враћа се цивилном животу који проводи у великој оскудици, бавећи се књижевним радом. Живео је током каснијег живота, поред Вуковара и у Београду, Земуну и понајвише Новом Саду.
Лично је познавао кнеза Милоша Обреновића, који му је одредио годишње примање од 100 ф. Али неко је умешао прсте у то, тако да ниједну форинту није добио. Умро је у великој оскудици у Новом Саду, на Богојављење 1868.

## Вуков ђак
Јоксим Новић-Оточанин је следбеник Јернеја Копитара и Вука Караџића. То корисно познанство са далекосежним позитивним последицама остварило су Бечу, када је Јоксим становао код Копитара. Било је то у време када је Вук припремао за објављивање српске народне песме. Млади Личанин, који је одрастао на врелу српског епоса у Лици и Срему — где им је чест гост у кући био слепи гуслар Филип Вишњић, био му је добродошла помоћ. Помогао је Вуку при избору песама, те код попуњавања и пречишћавања језика, којим је добро владао. Караџић га је увео у лепоте народне поезије. Свом духовном учитељу Оточанин 1837. у једном писму каже: „Ви сте ми огледало, па сам се по вама владао”. Другом приликом (1845) пише следеће речи: „Ви сте ми очи отворили и пут показали”. Он је, буквално, учио Караџићеве списе и називао се његовим ђаком. Рано је ушао у романтичку књижевну доктрину и свој живот удесио према том идеалу.
У духу народне поезије, он се огледао и у књижевности. Преводи српске народне песме на немачки, али не успева да нађе издавача. Од године 1836. почиње да пише српску историју у стиховима, потпуно подражавајући правилима усмено-књижевне поетике, због чега му је и сам Караџић предсказивао да ће народ „у њему добити научнога списатеља“.
Активно се укључио 1847. у Вуков „рат за српски језик и правопис”, бранећи га од напада критичара. Његова Лазарица је имала изузетно леп пријем код српске читалачке публике. Пробила је отпор у народу, који је постојао према песмама Бранка Радичевића и Његошевом Горском вијенцу. Али након смрти Вукове, Јоксим се одједном окренуо (наговорен од Светића) против Вука. Писао је неповољно и доводио у сумњу оно чим се и сам бавио. У часопису "Србско огледало" појавио се 1864. године са својом расправом О нашим пјесмама. Због тога је до смрти остао маргинализован, препуштен себи и заборављен.

## Спевови
У рукопису је остао његов првенац Српство (1837), од којег су изашли у другим књигама само одломци. Његова жеља је била да овим делом опева средњовековну српску историју од Стефана Немање до кнеза Лазара. Прво и главно његово дело је Лазарица или Бој на Косову између Срба и Турака на Видовдан, 1389, које је одмах по објављивању (Нови Сад, 1847) постао омиљена лектира међу омладином. Читалачка публика је толико била одушевљена овим спевом да је, према речима Јована Скерлића, био популарнији од Горског вијенца и учен напамет. Објављени су и Душанија (о владавини краља и цара Душана) и Цар Урош (о распаду српског царства).
Велики почетнички успех охрабрио је Оточанина, па је за Лазарицом уследио читав низ спевова у народном духу. Предмет ових спевова није само стара и новија српска историја, већ и актуелни историјски догађаји. У часопису "Седмици" је 1853. објавио Ратовање на Црну Гору. Тако су у једном таквом спеву опевани и Наполеонови ратови.
Међу осталима, издвајају се следећи Оточанинови спевови: Хајдук Вељко, Васа Чарапић, Јанко Катић и Станоје Главаш (1860—1861), Бирчанин Илија оборкнез испод Међедника (1862,  34951943), Карађорђе избавитељ Србије (1865) и Московија (1863), чија је тема Кримски рат током 1854—1855. Спев Душанија (1863) сматрао је својим најбољим остварењем. У њему је описао „знатније догађаје за времена српског царства, и таки по њему”. Милош Светић му је у свом часопису "Србско Огледало" 1864. објавио песму Сибињанин Јанко.
Јоксимову „мисију” у српском народу знатно је помогла Матица српска, објављујући и распростирући његове радове. А књижевни часопис Даница из Новог Сада, уобичајио је да о њему напише, када нешто објави: „толико је познат нашој публици, да би излишно било препоручивати (ово) ново његово дело”. Иако плодан, рад Јоксима Новића-Оточанина на поетизацији историје, није имао веће литерарне квалитете.

## Проза
Како у стиховима, тако и у прози, Оточанин је покушао да подражавањем народног приповедања опише народни и хајдучки живот у Босни или неке догађаје из прошлости: Сила турчи Босну (1864), Капетан Радич Петровић и покрштеница Зорка (1866), Хајдучки живот (1861—1863), Старине од Старине Новака или школовање народњег пјевања и приповиједања (1867).
Јоксим је шездесетих година 19. века редовно објављивао своје мање радове у српским часописима. Поред наведених листова, радови су му разбацани у Годишњаку, Летопису Матице српске, Матици, Србском дненику, Србобрану и другим. Године 1864. он је веома заступљен у Даници и Огледалу српском у Новом Саду. Поред историјских и биографских цртица које исписује, он полемише око српског правописа, са ученијим Јованом Живановићем. Игњат Фукс из Новог Сада 1860. о свом трошку издаје му пригодну књигу о кнезу Милошу (у време повратка на власт и смрти): Милошева или јунаштво Милоша Обреновића од Србије. Епископска књигопечатња (штампарија) је две године за редом објавила Новићеву књигу-песму, Платониду — за 1863. и за 1864. Исте године, ту се публикују и његов спис: Неколико ријечи Србима, па Карађорђије избавитељ Србије. Десило се да млади кнежевић Петар Карађорђевић одбије посвету у књизи, јер није био са садржајем књиге задовољан. А са друге стране „цензура београдска” је то дело забранила. Међутим, то је имало контра-ефекат, јер због тих околности књига је још више била тражена.
Последњих година живота започео је рад на прозном преводу Хомерове Илијаде, али није стигао да га и доврши.

## Значај
Јоксим Новић-Оточанин је једна од најромантичнијих личности српске књижевности. Он је доследно и потпуно покушао да изведе романтичну идеју да на темељу народне поезије сагради уметнички национални еп и целу уметничку књижевност. Он је, према саветима Мицкјевича, први у српској књижевности покушао да од народних косовских песама створи потпун еп.
Међутим, у том покушају, он је временом прешао и у просто подражавање народне поезије. Његово дело представља прелаз између народне и уметничке поезије. Од народне га дели недовољна спонтаност, а од уметничке слаб печат индивидуалног.
Рад Јоксима Новића-Оточанина је у целости карактеристичан пример за романтичарски претеран култ народне поезије, али и поред својих слабости незаобилазан је као једна етапа у развитку српске књижевности.

## Галерија
- Насловна страна прве књиге из серије Српство (1855) Јоксима Новића Оточанина
- Насловна страна књиге Лазарице или догађаји за времена кнеза Лазара (1860)
- Насловна страна спева Бирчанин Илија оборкнез изпод Међедника (1862)
- Насловна страна књиге Капетан Радич Петровић и покрштеница Зорка (1866)